# Medical Subject Headings
Medical Subject Headings (okrajšano MeSH) je kontroliran besednjak za indeksiranje strokovnih publikacij na področju ved o življenju, ki ga upravlja ameriška Nacionalna medicinska knjižnica (NLM; del Nacionalnih inštitutov za zdravje). Po njem so med drugim urejeni NLM-jev knjižni katalog, zbirka medicinskih člankov MEDLINE/PubMed in register kliničnih raziskav.
Spletna zbirka PubMed omogoča pregledovanje in prenašanje celotnega besednjaka brezplačno; do leta 2007 je NLM vsako leto pripravila tiskano izdajo z vsemi posodobitvami, zdaj pa je do njega možno dostopati le elektronsko, prek javnega spletišča PubMed. Angleški izvirnik je bil preveden v številne druge jezike.

## Struktura
Zbirka MeSH je leta 2018 vsebovala preko 28.000 predmetnih oznak, znanih tudi kot deskriptorji. Večino spremljajo kratek opis ali opredelitev pojma, povezave do sorodnih deskriptorjev in seznam sinonimov ali zelo podobnih pojmov (t. i. »vstopni pojmi« ali entry terms). Zaradi hierarhične strukture in dodatnih informacij ima MeSH tudi značilnosti tezavrov.
Najvišje kategorije v hierarhiji klasifikatorjev so:
- Anatomija - Anatomy [A]
- Organizmi - Organisms [B]
- Bolezni - Diseases [C]
- Kemikalije in droge - Chemicals and Drugs [D]
- Analitične, diagnostične in terapevtske tehnike ter oprema - Analytical, Diagnostic and Therapeutic Techniques and Equipment [E]
- Psihiatrija in psihologija - Psychiatry and Psychology [F]
- Biološke znanosti - Biological Sciences [G]
- Fizikalne znanosti - Physical Sciences [H]
- Antropologija, izobraževanje, sociologija in družbeni pojavi - Anthropology, Education, Sociology and Social Phenomena [I]
- Živilska tehnologija - Technology and Food and Beverages [J]
- Humanistika - Humanities [K]
- Informatika - Information Science [L]
- Ljudje - Persons [M]
- Zdravstvo - Health Care [N]
- Značilnosti publikacij - Publication Characteristics [V]
- Geografske lokacije - Geographic Locations [Z]